# Соколенко, Екатерина Сергеевна
Екатерина Сергеевна Соколенко (род. 13 сентября 1992 года) — российская легкоатлетка, специализирующаяся в беге на средние дистанции.

## Карьера
Бронзовый призёр молодёжного чемпионата России 2012 года в беге на 3000 метров с препятствиями. Бронзовый призёр чемпионата России 2012 года в эстафете 4×1500 метров в составе команды Новосибирской области.
Серебряный призёр молодёжного чемпионата Европы (2013, г. Тампере) на дистанции 3000 метров с препятствиями. Бронзовый призёр чемпионата России 2013 года по кроссу на 2000 метров и чемпион России 2013 года по кроссу на 6000 метров.
Серебряный призёр чемпионата России 2014 года. Чемпион России 2014 года по кроссу на 6000 метров. Бронзовый призёр зимнего чемпионата России 2015 года. Серебряный призёр чемпионата России 2015 года по кроссу на 2 км.
Чемпионка летней Универсиады 2015 года на дистанции 3000 метров с препятствиями.